# Almorrefa
Una  almorrefa  és un enorme art de pesca utilitzat per a la pesca de tonyines de petita grandària i espècies similars.
Es tracta d'un art de cèrcol amb una xarxa rectangular de 500 a 1.000 m de longitud per 100 d'alçada. Pot estar una mica embeguda en els extrems. Està proveïda de flotadors i ploms que la mantenen vertical. Cada 3 m aproximadament pengen de la ralinga inferior uns bucles amb sengles anelles de 10 cm de diàmetre, per les quals passa la gruixuda sàgola que igual que en les arts de cèrcol per a la pesca de la sardina i seitons, cenyeix l'art per la seva part inferior.
La seva maniobra s'ha de fer prenent tota mena de precaucions tant pels espantadissos que són les tonyines com per la facilitat que tenen per submergir-se. Per això s'utilitza amb freqüència en zones on el fons no arriba als 100 m amb fet que assegura que l'art toqui el fons i sigui més difícil que els peixos atrapats puguin escapar.
A Espanya aquest art s'empra sobretot en el mediterrani però s'utilitza també en altres països de tradició pesquera.